# Thomas Bing

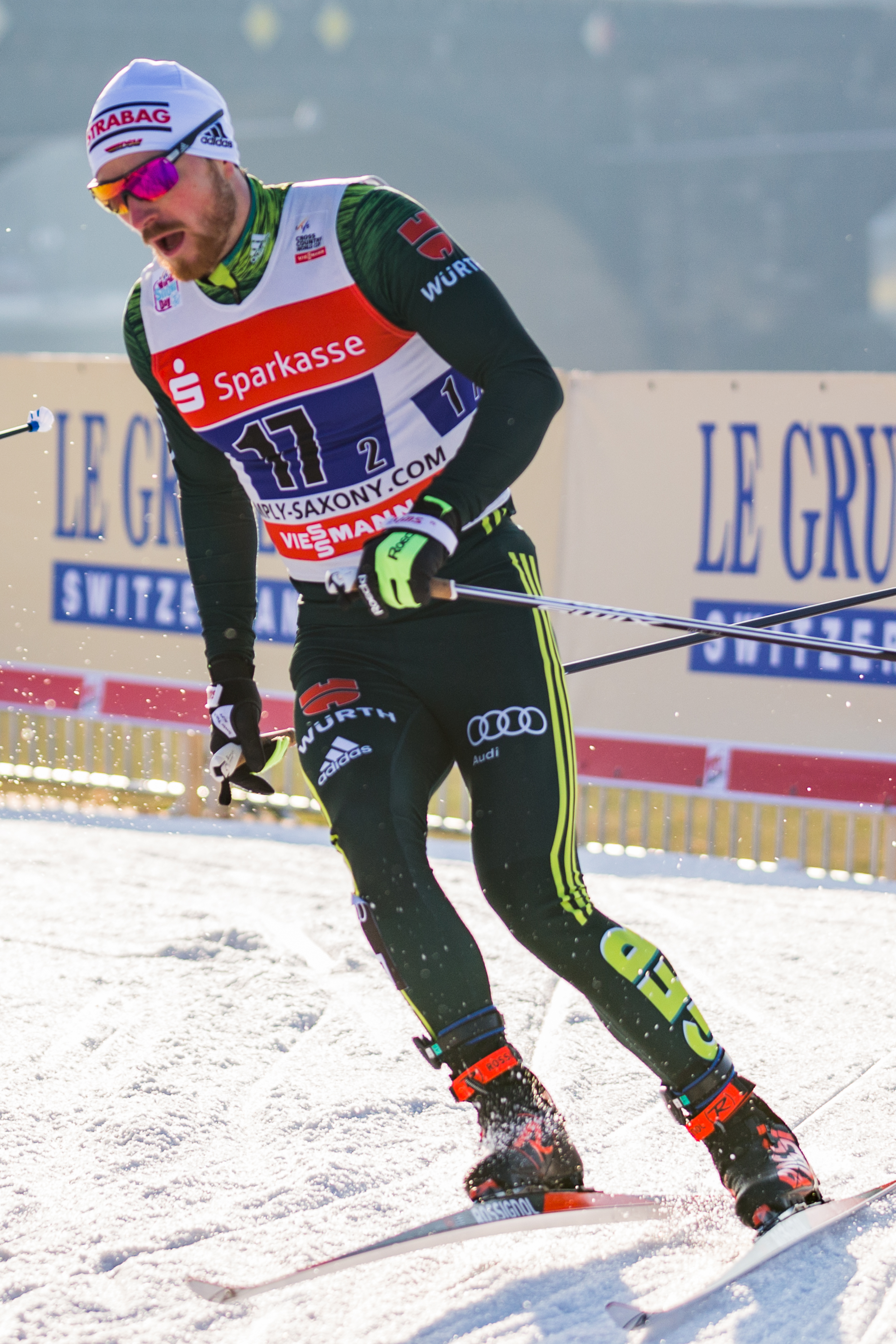
Thomas Bing beim Skilanglauf-Weltcup in Dresden, 2018

Thomas Bing (* 3. April 1990 in Bad Salzungen, Bezirk Suhl) ist ein deutscher Skilangläufer. Er gehört seit 2010 dem Zoll-Ski-Team an.

## Werdegang
Thomas Bing begann im Alter von sieben Jahren mit dem Ski-Langlauf. Im Sommer 2010 legte er am Sportgymnasium in Oberhof sein Abitur ab.
Bei den Junioren-Weltmeisterschaften 2008, 2009 und 2010 gewann er mit dem Team zwei Silber- und eine Bronzemedaille und erreichte im Einzel mehrere Top-Ten-Platzierungen. Sein Weltcup-Debüt gab er am 3. Dezember 2011 beim Sprintrennen in Düsseldorf. Bei den Junioren-Weltmeisterschaften 2012 in Erzurum belegte Bing in den U23-Distanzrennen die Plätze fünf und sieben. Im selben Jahr wurde er deutscher Meister im Massenstartrennen. Im Jahr 2013 gewann er bei den U23-Junioren-Weltmeisterschaften in Liberec im 15-km-Freistilrennen die Bronzemedaille und wurde im Skiathlon Vierter.
In der Saison 2013/14 erreichte Bing am 1. Januar 2014 mit dem vierten Rang beim 15-km-Massenstart-Rennen in Lenzerheide im Rahmen der Tour de Ski seine bisher beste Platzierung im Weltcup. Damit qualifizierte er sich für die Olympischen Spiele in Sotschi. Dort belegte er den 36. Platz im Skiathlon und im 50-km-Massenstartrennen und den 32. Rang im Sprint. Seine besten Resultate bei den Nordischen Skiweltmeisterschaften 2015 in Falun waren der vierte Rang im Teamsprint und der 42. Platz im 50-km-Massenstartrennen. In der Saison 2016/17 belegte er bei der Weltcup-Minitour in Lillehammer und bei der Tour de Ski 2016/17 jeweils den 30. Platz. Seine besten Platzierungen bei den Nordischen Skiweltmeisterschaften 2017 in Lahti waren der 41. Platz im Sprint, der siebte Rang zusammen mit Sebastian Eisenlauer im Teamsprint und der sechste Platz mit der Staffel. Zum Saisonende kam er beim Weltcup-Finale in Québec auf den 22. Platz und erreichte den 47. Platz im Gesamtweltcup. Bei den deutschen Skilanglaufmeisterschaften 2017 in Oberwiesenthal wurde er Meister im Teamsprint zusammen mit Marius Cebulla.
Nach Platz 32 beim Ruka Triple zu Beginn der Saison 2017/18, belegte er den 20. Platz bei der Tour de Ski 2017/18 und den 35. Rang beim Weltcupfinale in Falun. Seine besten Platzierungen bei den Olympischen Winterspielen 2018 in Pyeongchang waren der 11. Platz im Skiathlon und der sechste Rang mit der Staffel. Im März 2018 wurde er bei den deutschen Skilanglaufmeisterschaften in Reit im Winkl zusammen mit Thomas Wick Erster im Teamsprint und Erster über 30 km klassisch. In der Saison 2020/21 errang er bei der Tour de Ski 2021 den 36. Platz und bei den Nordischen Skiweltmeisterschaften 2021 in Oberstdorf den 49. Platz im Sprint. In der Saison 2022/23 wurde er mit einem ersten und zwei zweiten Plätzen Zweiter in der Gesamtwertung des Alpencups. Zudem nimmt er seit der Saison 2021/22 an Skimarathonrennen teil und gewann dabei in der Saison 2022/23 den König-Ludwig-Lauf sowie den Ylläs–Levi-Lauf. In der Saison 2024/25 siegte er beim Bieg Piastów und beim Fossavatnsgangan.

## Erfolge

### Siege bei Continental-Cup-Rennen
| Nr. | Datum            | Ort                 | Disziplin                   | Serie    |
| --- | ---------------- | ------------------- | --------------------------- | -------- |
| 1.  | 6. März 2011     | Rogla               | 30 km Freistil Massenstart  | Alpencup |
| 2.  | 13. März 2011    | Ramsau am Dachstein | Gesamtwertung Minitour      | Alpencup |
| 3.  | 17. März 2013    | Toblach             | 15 km Freistil Verfolgung 1 | Alpencup |
| 4.  | 19. Februar 2023 | Campra              | 20 km klassisch Massenstart | Alpencup |

### Siege bei Worldloppet-Rennen
| Nr. | Datum           | Ort              | Rennen            | Disziplin                   |
| --- | --------------- | ---------------- | ----------------- | --------------------------- |
| 1.  | 5. Februar 2023 | Oberammergau     | König-Ludwig-Lauf | 43 km klassisch Massenstart |
| 2.  | 8. März 2025    | Szklarska Poręba | Bieg Piastów      | 42 km klassisch Massenstart |
| 3.  | 12. April 2025  | Ísafjörður       | Fossavatnsgangan  | 50 km klassisch Massenstart |

## Teilnahmen an Weltmeisterschaften und Olympischen Winterspielen

### Olympische Spiele
- 2014 Sotschi: 32. Platz Sprint Freistil, 36. Platz 30 km Skiathlon, 36. Platz 50 km Freistil Massenstart
- 2018 Pyeongchang: 6. Platz Staffel, 10. Platz Teamsprint Freistil, 11. Platz 30 km Skiathlon, 15. Platz Sprint klassisch, 28. Platz 50 km klassisch Massenstart

### Nordische Skiweltmeisterschaften
- 2015 Falun: 4. Platz Teamsprint Freistil, 7. Platz Staffel, 42. Platz 50 km klassisch Massenstart, 46. Platz Sprint klassisch
- 2017 Lahti: 6. Platz Staffel, 7. Platz Teamsprint klassisch, 40. Platz Sprint Freistil, 43. Platz 15 km klassisch
- 2021 Oberstdorf: 49. Platz Sprint klassisch

## Statistik

### Weltcup-Platzierungen
Die Tabelle zeigt die erreichten Platzierungen im Einzelnen.
- 1.–3. Platz: Anzahl der Podiumsplatzierungen
- Top 10: Anzahl der Platzierungen unter den ersten zehn
- Punkteränge: Anzahl der Platzierungen innerhalb der Punkteränge
- Starts: Anzahl gelaufener Rennen in der jeweiligen Disziplin
- Hinweis: Bei den Distanzrennen erfolgt die Einordnung gemäß FIS.

| Platzierung               | Distanzrennen a | Distanzrennen a | Distanzrennen a | Distanzrennen a | Distanzrennen a | Skiathlon Verfolgung | Sprint | Etappen- rennen b | Gesamt | Team   | Team    |
| Platzierung               | ≤ 5 km          | ≤ 10 km         | ≤ 15 km         | ≤ 30 km         | > 30 km         | Skiathlon Verfolgung | Sprint | Etappen- rennen b | Gesamt | Sprint | Staffel |
| ------------------------- | --------------- | --------------- | --------------- | --------------- | --------------- | -------------------- | ------ | ----------------- | ------ | ------ | ------- |
| 1. Platz                  |                 |                 |                 |                 |                 |                      |        |                   |        |        |         |
| 2. Platz                  |                 |                 |                 |                 |                 |                      |        |                   |        |        |         |
| 3. Platz                  |                 |                 |                 |                 |                 |                      |        |                   |        |        |         |
| Top 10                    |                 |                 | 4               |                 |                 |                      | 1      |                   | 5      | 2      | 6       |
| Punkteränge               | 1               | 6               | 19              | 2               |                 | 11                   | 4      | 8                 | 51     | 7      | 8       |
| Starts                    | 6               | 11              | 51              | 5               | 1               | 34                   | 47     | 15                | 170    | 7      | 8       |
| Stand: Saisonende 2024/25 |                 |                 |                 |                 |                 |                      |        |                   |        |        |         |

### Weltcup-Gesamtwertung
| Saison  | Gesamt | Gesamt | Distanz | Distanz | Sprint | Sprint |
| Saison  | Punkte | Platz  | Punkte  | Platz   | Punkte | Platz  |
| ------- | ------ | ------ | ------- | ------- | ------ | ------ |
| 2011/12 | 40     | 93.    | 32      | 68.     | -      | -      |
| 2012/13 | 30     | 107.   | 30      | 68.     | -      | -      |
| 2013/14 | 125    | 51.    | 109     | 32.     | -      | -      |
| 2014/15 | 61     | 79.    | 44      | 55.     | 5      | 87.    |
| 2015/16 | 39     | 88.    | 28      | 60.     | 11     | 80.    |
| 2016/17 | 132    | 47.    | 78      | 44.     | 30     | 47.    |
| 2017/18 | 169    | 38.    | 125     | 28.     | -      | -      |
| 2018/19 | 37     | 89.    | 37      | 59.     | -      | -      |
| 2019/20 | 8      | 128.   | 8       | 83.     | -      | -      |
| 2020/21 | 36     | 81.    | 5       | 88.     | 21     | 50.    |
| 2021/22 | 4      | 148.   | -       | -       | 4      | 84.    |